# Hedwig Michel

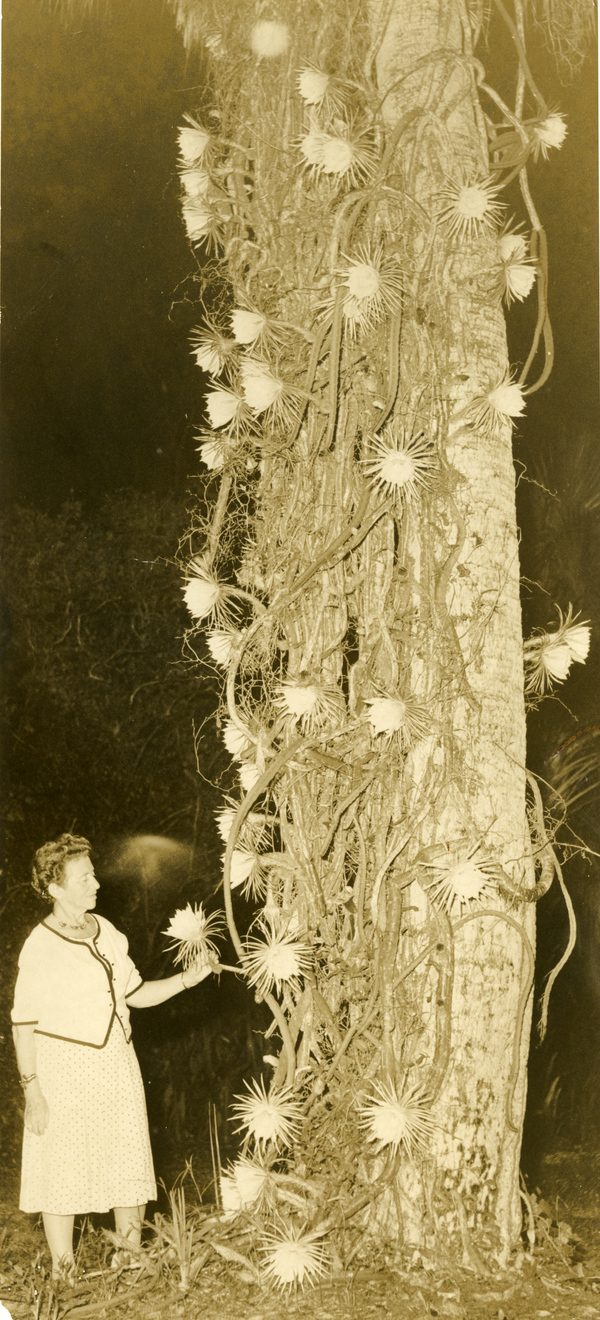
Hedwig Michel im Koreshan State Historic Site, Estero, Florida (1960er oder 1970er Jahre)

Hedwig Michel (* 29. März 1892 in Frankfurt am Main, Deutschland; † 5. August 1982 in Estero, Florida, USA) war eine deutsche Autorin, die als Jüdin um 1940 in die Vereinigten Staaten emigrierte und sich dort der Religionsgemeinschaft Koreshan Unity anschloss, deren Präsidentin und letztes lebendes Mitglied sie war.

## Biografie

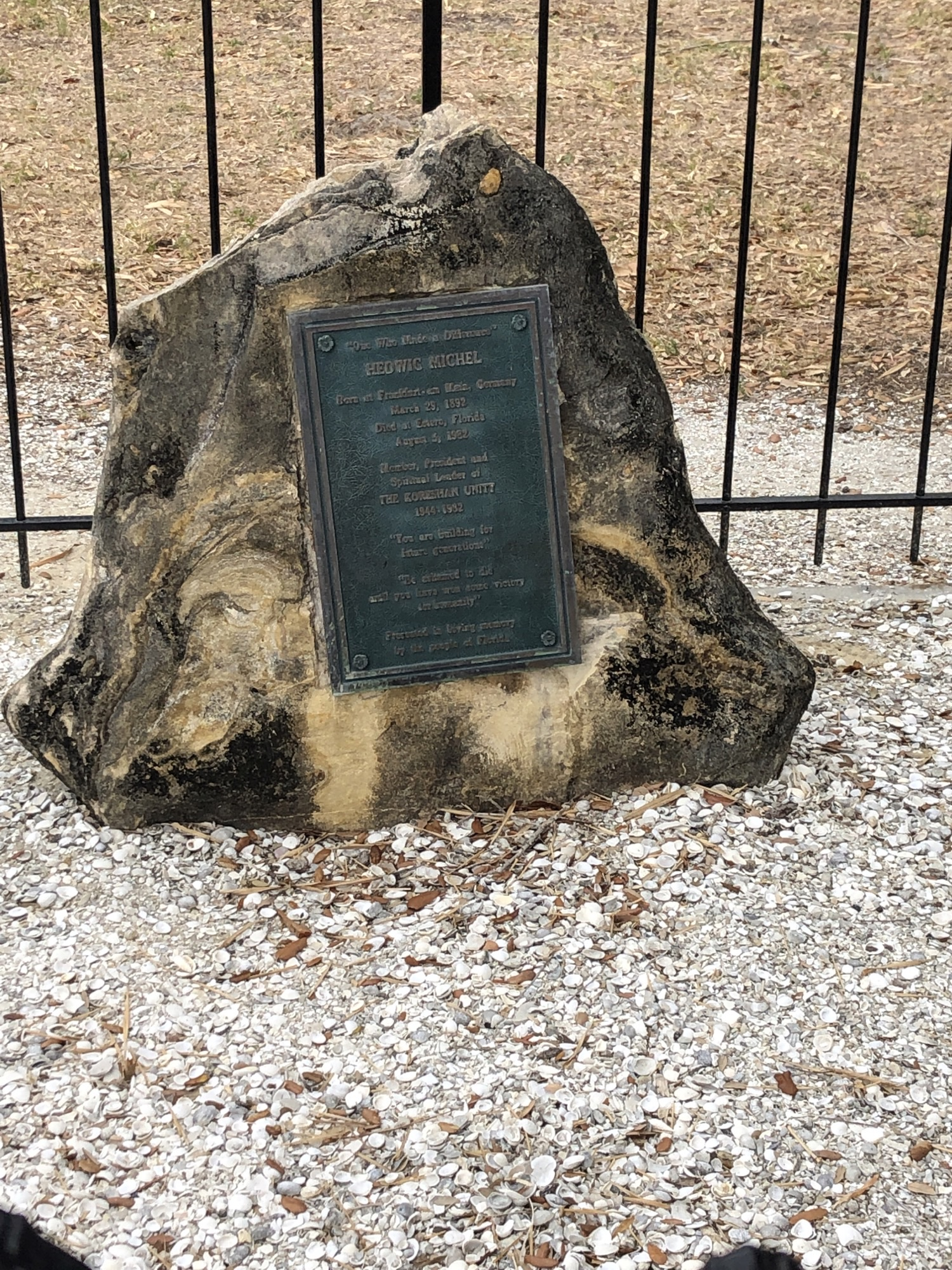
Gedenkstein für Hedwig Michel, Koreshan State Historic Site, Estero, Florida

Hedwig Michel war die Tochter des Professors Ferdinand Michel und dessen Frau Emma geborene Wertheimer. Ihr Bruder war der Jurist und Volkswirt Max Michel, bis zur Machtergreifung der Nationalsozialisten Kulturdezernent der Stadt Frankfurt. Sie hatte auch zwei Schwestern, Ida und Else.
Hedwig Michel heiratete Josef Levi. Sie schrieb Feuilletonartikel und Rezensionen für verschiedene Publikationen. Zusammen mit Franziska Becker schrieb sie das Libretto für Paul Hindemiths musikalisches Weihnachtsmärchen Tuttifäntchen von 1922. In den frühen 1930er Jahren war sie Leiterin des Vereins Opernhilfe und später während der Nazizeit Vorsitzende der Rhein-Main-Sektion des Jüdischen Kulturbundes.
Um 1940 emigrierte Hedwig Levi-Michel in die USA, wo sie sich der von Cyrus Reed „Koresh“ Teed gegründeten religiösen Gemeinschaft der „Koreshan Unity“ in Florida anschloss. Teed war 1908 gestorben, seitdem war die Gemeinschaft im Niedergang; 1956 gab es nur noch fünf Mitglieder. Hedwig Michel, wie sie sich jetzt wieder nannte, übernahm Führungspositionen, ab 1960 war sie Präsidentin der Gemeinschaft. Zuletzt war sie das einzige noch lebende Mitglied, mit ihrem Tod 1982 erlosch die Koreshan Unity.
Unter Hedwig Michels Präsidentschaft wurde das Gelände der Koreshan Unity in den 1960er Jahren dem US-Bundesstaat Florida vermacht. Heute ist das Areal in Estero als Koreshan State Historic Site ein State Park.